# 원탑 (음악 그룹)
원탑 (ONE TOP)은 대한민국의 6인조 보이 그룹이다. MBC TV의 예능 프로그램인 《놀면 뭐하니?》& JS 엔터테인먼트를 통해 결성된 프로젝트 그룹이다.

## 구성원
- 유재석
- 하하
- 김종민[1]
- 주우재[2]
- 이이경
- Young K[3]

## 앨범

### 디지털 싱글
- 2023년 12월 2일 《JS엔터》 - SAY YES

## 안무 커버
- 2023년 3월 ~ 4월 《틴탑 - TO YOU》 (멤버 - 유재석, 하하, 조세호, 양세형, 황광희, 유병재 / 하차 - 남창희)

## 수상 목록
- 2023년 MBC 방송연예대상 인기상

## 같이 보기
- 놀면 뭐하니?
- 주주 시크릿